# Matka a jejích sedm synů

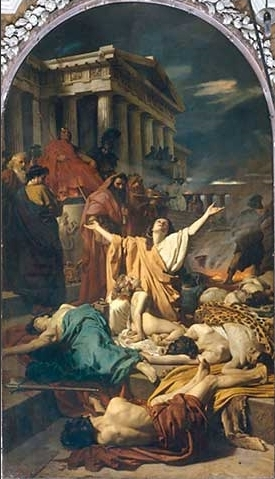
Obraz Mučednictví sedmi makabejských od italského malíře Antonio Ciseriho

Matka a jejích sedm synů jsou apokryfní starozákonní postavy židovských mučedníků popsané v 2. knize Makabejské a řadě dalších náboženských textů, například v Talmudu. Ačkoli 2. kniha Makabejská neuvádí jméno matky, v dalších textech je zmiňována jako Chana, Mirjam či Solomonia.

## Příběh
2. kniha Makabejská, konkrétně její kapitola 7, vypráví příběh židovské ženy a jejích sedmi synů odehrávající se krátce před Makabejským povstáním. Seleukovský panovník Antiochos IV. Epifanés nechal uvěznit ženu a její syny a nutil je jíst vepřové maso. Když odmítli, nechal je krutě mučit a postupně během jednoho dne nechal brutálně zavraždit všechny syny, přičemž matku nechal jejich utrpení přihlížet a snažil se jí přimět, aby své syny přemluvila. Poté, co byli zavražděni její synové, zemřela i matka.
Podobný příběh se nachází i v Talmudu, konkrétně v traktátu Gitin 57b, a to s tím rozdílem, že odmítnutí pozřít vepřové maso, je zde nahrazeno odmítnutím klanět se modle. Na konci příběhu spáchá matka sebevraždu (v 2. knize Makabejské není smrt matky blíže rozebírána).
Z dalších zdrojů příběh zmiňuje apokryfní 4. kniha Makabejská a historiografická kniha Josipon, založena na díle Flavia Iosepha.